# Bagmarken Station
Bagmarken Station er en dansk jernbanestation vest for Store Merløse. Stationen ligger ved Rudolf Steiner-skolen Freja Skolen.